# Ивьевский музей национальных культур
Ивьевский музей национальных культур (бел. Іўеўскі музей нацыянальных культур) — музей в городе Ивье Гродненской области Беларуси. 
Полное наименование: Учреждение культуры «Ивьевский музей национальных культур». 
Является единственным в Беларуси музеем национальных культур.

## История
Ивьевский музей национальных культур основан 29 июня 2009 года, для посетителей открыт 3 июля 2009 года.
Вся история города Ивье отражается в музее. Попытка открытия музея состоялась ещё в 1980-е годы. 
В 2003 году Ивьевский райисполком принял решение о создании музея. Местом для музея было выбрано двухэтажное строение на улице 17 Сентября, там раньше размещался Учебно-производственный комбинат. 

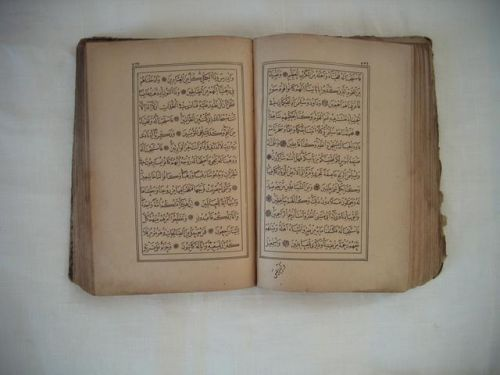
Коран. 1902

Решением Ивьевского райисполкома № 355 от 26 сентября 2003 года строение № 9 по улице 17 Сентября было передано музею, ремонтные работы начались в 2008 году.

## Экспозиции
В Ивьевском музее национальных культур работает постоянная экспозиция.
- «Под единым небом через столетия», которая знакомит посетителей с историей, культурой и религией белорусов, поляков, татар, евреев, подчеркивая возможность мирного сосуществования различных национальностей и вероисповеданий на одной небольшой территории.[2]

В декабре 2012 года открыт І раздел «Из истории коренного населения Ивьевщины», в июне 2014 года – ІІ раздел «Белорусские татары», в ноябре 2019 года – ІІІ раздел «Белорусские евреи», в июле 2023 года – IV раздел «Ивьевский район во второй половине XX – первой половине XXI ст.»
Ещё в одном зале сейчас работает временная выставка «В годы испытаний 1939-1945 гг.».
Также организовываются временные, передвижные, обменные выставки, которые создаются не только из фондов музея, но и из частных коллекций, приглашаются художники, мастера, народные умельцы и просто талантливые люди.
География посетителей музея постоянно расширяется: Великобритания, Марокко, Италия, Япония, США, Израиль, Германия, Польша, Швейцария, Аргентина, Канада, Франция, Дания, Эстония, Литва, Латвия, Россия, Украина.

## Описание
Посетители музея узнают о древнейших поселениях на Ивьевской земле, о средневековье с его историей, замками и легендами, о народной культуре коренного населения Ивьевщины. Можно увидеть макет Гераненского замка, герб Гаштольдов «Габданк», крест-энколпион XII века, плинфа. 
Ивьевский музей национальных культур хранит память о культуре еврейского народа, раскрыты темы религии, еврейского быта, традиций и национальных праздников. Фотографии, рукописи, Книга Памяти рассказывают о Холокосте, коснувшемся и города Ивье. На выставке «В годы испытаний 1939-1945 гг.» представлены карты боёв, Ивьевское гетто, партизанское движение, документы и личные вещи.
Доктор исторических наук, профессор А. А. Гужаловский полагает, что музей способствует формированию культурного плюрализма, усвоению населением ценностей своей и других культур региона.